# Chiesa del Sacro Cuore (Milano)

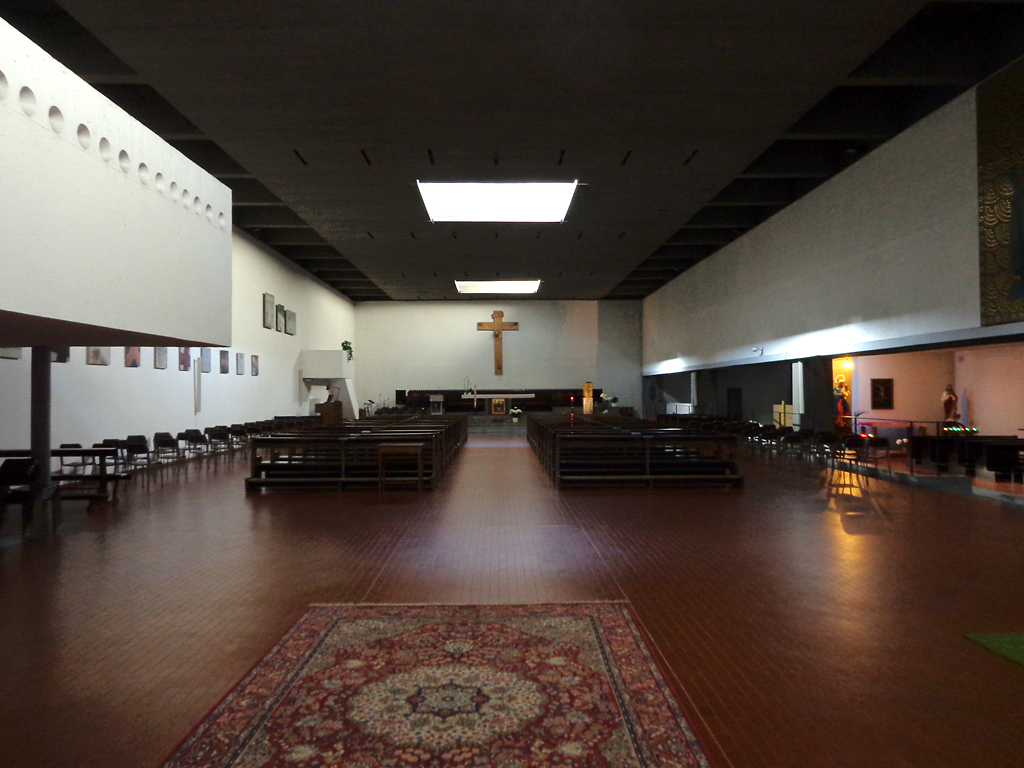
L'interno

La chiesa del Sacro Cuore è la parrocchiale di Ponte Lambro, quartiere periferico di Milano, nell'omonima arcidiocesi; fa parte del decanato di Forlanini-Romana Vittoria.

## Storia
Per servire le necessità spirituali del nucleo abitato di Ponte Lambro, all'epoca in crescita demografica, nel 1956 venne isituita una nuova parrocchia, dedicata al Sacro Cuore.
La chiesa, progettata dall'architetto Guido Maffezzoli, fu costruita dal 1963 al 1964.
Si tratta di una delle 22 chiese celebrative del Concilio Vaticano II.

## Descrizione
La chiesa ha pianta rettangolare, ed occupa quasi interamente il lotto ad essa riservato in fregio a via Parea.
L'edificio si compone di due parallelepipedi affiancati, corrispondenti alla navata e ad uno spazio laterale di distribuzione, in cui sono ospitati anche le cappelle di devozione, la sagrestia e gli spazi di servizio.
La particolarità architettonica del complesso è nel linguaggio estremamente semplificato dell'intera opera: tutte le forme sono razionali e pulite, e anche la decorazione interna è molto ridotta. L'illuminazione dell'interno avviene tramite tre lucernari, lasciando così le pareti esterne prive di bucature.
Sotto la navata è ricavato uno spazio seminterrato, che ospita la cappella jemale e alcune sale parrocchiali. Il centro parrocchiale comprende anche un oratorio.
Di fronte alla navata laterale è posto il campanile.
Guido Strazza e il vetraio Lindo Grassi realizzano nel 1966 le vetrate del battistero.

## Riconoscimenti
Nel 1966 al progetto venne assegnato il Premio Architettura per la Lombardia, assegnato dall'Istituto Nazionale di Architettura.